# Hauptpastor
Hauptpastor oder Pastor primarius ist der Erste Pastor an einer Hauptkirche. Hauptkirchen gibt es u. a. in Hamburg (St. Petri, St. Nikolai, St. Katharinen, St. Jacobi, St. Michaelis), aber auch in anderen Städten Nordeuropas, insbesondere in deutschen Auslandsgemeinden.

## Hauptpastoren in Hamburg
In Hamburg oblag den Hauptpastoren vor Gründung der Nordelbischen Kirche die Leitung der Hamburgischen Landeskirche. Der Hamburger Bischof (bis 1933 „Senior“, danach „Landesbischof“ genannt) wurde durch die Landessynode aus dem Kreis der fünf Hauptpastoren gewählt.
Der amtsälteste Hauptpastor trug ab 1933 den Titel „Senior“ und war der Vertreter des Landesbischofs. Die fünf Hauptpastoren waren auch für die Abnahme der theologischen Examina in Hamburg verantwortlich.
Mit der Auflösung der Hamburgischen Landeskirche 1977 und der Gründung der Nordelbischen Kirche wurde das Amt des Seniors abgeschafft und die Hauptpastoren verloren das Privileg, die Examina abzunehmen. Nur der Titel ist noch geblieben.
→  Liste der Hamburger Hauptpastoren

## Hauptpastoren in Lübeck
- Karl Klug 1840–1868
- Gustav Hofmeier  ab 1868
- Paul Denker 1933–1946[1]

## Hauptpastoren in Skandinavien
St. Petri (Kopenhagen)
- Balthasar Münter um 1771
- Johann Gottlob Marezoll 1794–1803
- Wilhelm August Lampe um 1908
- Detlef von Holst 1996–2004(?)
- Markus Löwe 2006–2012
- Peter Krogull 2012–2019
- Rajah Scheepers (ab 2019)

St. Gertrud (Stockholm)
→ Liste der Hauptpastoren und weiterer Prediger der Deutschen St.-Gertrud-Gemeinde in Stockholm